# Sông Maisach (Amper)
Sông Maisach dài khoảng 36 km, là một phụ lưu bên trái sông Amper, Bayern, Đức. Nó chạy ở các huyện của Oberbayern Fürstenfeldbruck và Dachau và cũng được đặt tên cho xã Maisach.